# Ontbrandingstemperatuur
De ontbrandingstemperatuur is de temperatuur die nodig is om een bepaalde stof te laten ontbranden. Als deze temperatuur dicht bij kamertemperatuur ligt, noemen we een stof licht ontvlambaar. Indien de ontbrandingstemperatuur op of onder kamertemperatuur ligt, zal de stof zeer gevaarlijk zijn: de stof kan dan bij kamertemperatuur 'spontaan' in brand gaan.
De ontbrandingstemperatuur hangt voor een groot deel af van de grootte van de moleculen van de betreffende stof: moleculen die zijn opgebouwd uit meer atomen hebben een hogere ontbrandingstemperatuur dan moleculen met minder atomen. De gedachte hierachter is dat er bij grotere moleculen grotere intermoleculaire krachten werken en er dus meer energie moet worden toegevoerd om de stof te kunnen laten ontbranden.
Ook de luchtvochtigheid speelt een rol, aangezien een stof in droge lucht beter ontbrandt dan in vochtige lucht. Luchtvochtigheid heeft geen invloed op de ontbrandingstemperatuur. Wel heeft luchtvochtigheid invloed op de temperatuur van een materiaal. Als de lucht dus vochtig is, is het moeilijker de ontbrandingstemperatuur te halen, maar wordt de ontbrandingstemperatuur gehaald dan zal de betreffende materie toch echt gaan branden.

## Tabel met de ontbrandingstemperatuur van enige stoffen
| Vaste stof           | Normale ontbrandingstemperatuur in °C |
| -------------------- | ------------------------------------- |
| Nylon                | 510                                   |
| Polycarbonaat        | 570                                   |
| Polyethyleen         | 350                                   |
| Polystyreen (isomo)  | 490                                   |
| Polyurethaan         | 420                                   |
| pvc                  | 470                                   |
| Teflon               | 600                                   |
| Hout                 | 250 – 350                             |
| Papier               | 200 – 350                             |
| Katoenweefsel        | 300 – 400                             |
| Wol                  | 570                                   |
| Paraffine / Stearine | 160                                   |
| Rubber               | 360                                   |
| Kunstrubber          | 200 – 400                             |
| Houtskool            | 140 – 300                             |
| Steenkool            | 350                                   |
| Hooi                 | 230                                   |
| Turf                 | 230 – 450                             |
| Stro                 | 240                                   |
| Was                  | 300 – 400                             |
| Lucifers             | 160 – 180                             |